# ジャン＝フランソワ・ダンドリュー
ジャン＝フランソワ・ダンドリュー, Jean-François Dandrieu 1682年 - 1738年1月17日）はフランス盛期バロック音楽の作曲家・鍵盤楽器奏者。
パリ出身。美術家と音楽家の家系に生まれる。多才で早熟な少年時代をすごし、5歳で公開演奏を行い、フランス宮廷で国王ルイ14世のための御前演奏を行なった。これによって、クラヴサン奏者およびオルガン奏者として成功した経歴を歩み始める。
1705年にパリのサンメリ教会よりオルガニストの称号を授与される。前任者はニコラ・ルベーグであった。1706年にジャン＝フィリップ・ラモーがシテ島の聖マドレーヌ教会オルガニストに志願した際、演奏技能の審査員に加わった。1721年に宮廷礼拝堂の4人のオルガニストのうち一人に選ばれる。
生前に出版された作品には、以下の曲集がある。
- トリオ・ソナタ集 Livre de Sonates en Trio （1705年）
- コンセール《戦争さまざま》 Les Caractères de la Guerre （初版1718年、改訂版1733年）
- ヴァイオリン・ソナタ集（全2巻） Livres de Sonates à violon seul （第1巻：1710年、第2巻：1720年）
- 小クラヴサン曲集（全3巻、1705年）
- クラヴサン曲集（全3巻、1724年、1728年、1734年）

オルガン曲集は1739年に死後出版されており、オルガニストでカトリックの僧侶であったおじピエール・ダンドリューの小曲も含まれている。また1718年には、学術論文『伴奏法原論 Principes de l'accompagnement』を上梓した。これは、当時の演奏習慣についての重要な情報源として重宝する。
ダンドリューのクラヴサン書法は、フランソワ・クープランの名残をとどめているが、より効果的に対位法を用いていて、ドイツ・バロック音楽を連想させずにおかない。「フローベルガー風の」厳格な組曲の伝統は放棄され、多くの舞曲楽章は、描写的な副題の付いた、いわゆる「性格的小品」に置き換えられている。ダンドリューのクラヴサン曲は、作品の純然たる特質という点からすると、フランソワ・クープランやジャン＝ニコラ・ジョフロワに先例に次いで最も重要な作例といえる。